# Avia 50
L'Avia 50 était un motoplaneur français de l'Entre-deux-guerres conçu par Maurice Brochet et modifié par Avia.

## Brochet MB-20 pour commencer
En 1933 Maurice Brochet réalise à partir de l’épave d’un planeur Avia XV-A accidenté un motoplaneur qui doit prendre la désignation MB-20. Ce monoplace à aile haute est doté d’un poste de pilotage caréné ouvert suivi d’une poutre de section rectangulaire supportant les empennages. Le moteur Poinsard de 25 ch entraînant une hélice propulsive bipale est monté en pylône au-dessus de la voilure contreventée, rectangulaire et affectée d’une légère flèche. L’ensemble repose sur deux trièdres indépendants supportant chacun une roue.

## Achevé comme Avia 50
Pierre Massenet, directeur de L'Association pour la valorisation de l’industrie aéronautique (Avia) qui entend parler du projet, se rend alors chez Brochet avec l'ingénieur Raymond Jarlaud, qui travaille déjà sur un projet de motoplaneur. Ils négocient l’achat de l’appareil pour environ 15 000 francs au profit de l’Aéro-Club de Paris ainsi qu'un accord pour une éventuelle production de série. L’appareil prend en même temps le nom d’Avia 50, Avia prenant en charge les frais d’essais de l’appareil. Raymond Jarlaud modifie par ailleurs l’appareil avant son premier vol pour utiliser au maximum les pièces disponibles chez Avia.
Cet appareil effectua son premier vol le 17 mai 1934 sur le terrain de Toussus-le-Noble, piloté par Éric Nessler. Cette machine est malheureusement cassée à Enghien-Moisselles un an plus tard.

## Sources
1. 1 2  « Avions Maurice Brochet Neauphle Le Chateau », sur avions.brochet.free.fr (consulté le 15 juin 2023).